# Ursula Meißner
Ursula Meißner (* 30. September 1922 in Berlin; † 12. Mai 2022 in Genf) war eine deutsche Theaterschauspielerin.

## Leben
Ursula Meißner erhielt 1940/41 privaten Schauspielunterricht bei Agnes Straub. Während des Zweiten Weltkriegs gab sie 1942 nach ihrem Abitur ihren Bühneneinstand mit der Rolle der Clara in George Bernard Shaws Pygmalion. Sie gehörte dem Ensemble der Preußischen Staatstheater unter der Leitung von Gustaf Gründgens an. Im Spätsommer 1944 wurden die deutschen Bühnen geschlossen. Unter den deutschen Künstlerinnen und Künstlern war sie eine der wenigen, die dabei halfen, Juden vor der Gestapo zu verstecken. Darunter war der Musiker Konrad Latte.
Nach dem Krieg setzte sie 1946 ihre Bühnenlaufbahn am von Fritz Wisten geleiteten Theater am Schiffbauerdamm fort. Zu dieser Zeit erhielt Ursula Meißner auch ihre einzige Filmrolle, die Annette Kolldewey, in Falk Harnacks Filmdebüt Das Beil von Wandsbek. 1954 wechselte sie an die Volksbühne. In ihren frühen Jahren spielte die Künstlerin vor allem in Shakespeare-Stücken. So war sie beispielsweise die Beatrice in Viel Lärm um nichts, die Rosalinde in Wie es euch gefällt und die Katharina in Der Widerspenstigen Zähmung. Man sah Ursula Meißner aber auch als Turandot in dem gleichnamigen Schiller-Stück, als Adelheid in Goethes Götz von Berlichingen und 1955 als Madame Belilotte in der Uraufführung von Arnold Zweigs Bonaparte in Jaffa.
Ursula Meißner lebte trotz ihrer Engagements in Ostberlin im Westen der Stadt in Grunewald. Sie war ab 1944 mit dem Schauspielerkollegen Franz Nicklisch verheiratet und hatte aus dieser Ehe einen Sohn, den pensionierten UNO Diplomaten Andreas Nicklisch. Sie ging ihre zweite Ehe ab 1956 mit dem späteren griechischen Botschafter Pierre Calogeras ein, den sie bei zahlreichen Auslandsmissionen begleitete. Ab 1981 lebte sie in Genf, wo sie am 12. Mai 2022, fast 100-jährig, starb.

## Theater
- 1949: Arthur Miller Alle meine Söhne (Anni Deever) – Regie: Heinz Wolfgang Litten (Theater am Schiffbauerdamm Berlin)
- 1952: William Shakespeare: Wie es euch gefällt (Rosalinde) – Regie: Falk Harnack (Theater am Schiffbauerdamm Berlin)
- 1955: Johann Wolfgang von Goethe: Götz von Berlichingen (Adelheid von Walldorf) – Regie: Fritz Wisten (Volksbühne Berlin)

## Hörspiele
- 1950: Die Legende vom heiligen Trinker – Regie: Hanns Korngiebel